# Ту-204

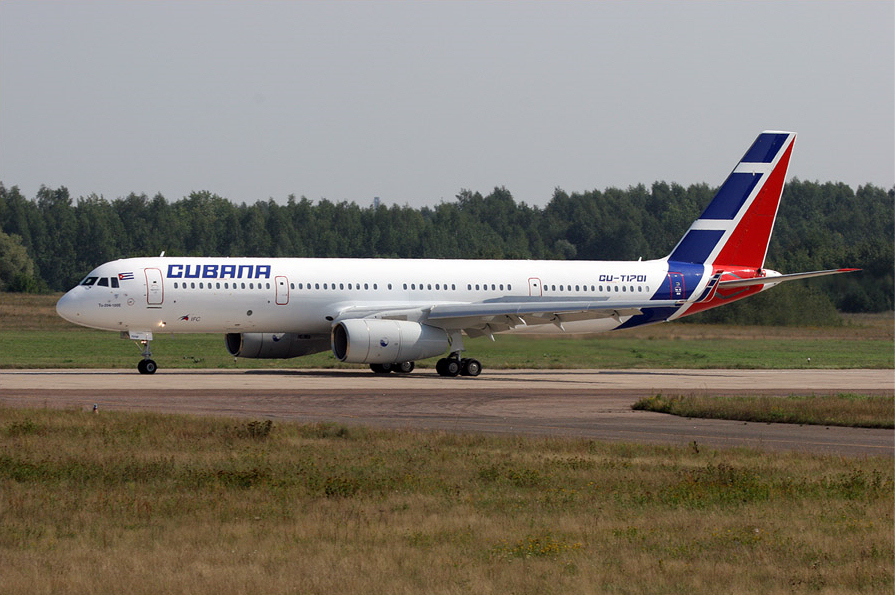
Ту-204 авіакомпанії Cubana de Aviación

Ту-204 — російський середньомагістральний пасажирський літак, розроблений наприкінці 1980-х — початку 1990-х років, в ОКБ Туполєва з метою заміни пасажирського літака Ту-154 на авіалініях. Перший політ літака відбувся 2 січня 1989 року, а введено його в комерційну експлуатацію у 1995 році. Виробництво розпочалося у 1990 році на заводі «Авіастар-СП» м. Ульяновськ, а також у 1996 році на КАПО імені С. П. Горбунова м. Казань (модифікація Ту-214). За час існування було випущено 72 літаки, станом на червень 2012 року 51 з них знаходилися в експлуатації, а решта знаходиться на зберіганні, включаючи 4 літаки, які раніше належали авіакомпанії «Дальавіа», що була оголошена банкрутом в 2008 році.
Оскільки виробництво літака почалося вже після «холодної війни», натовська кодифікація Ту-204 відсутня. Аналогами літака є Boeing 757 та Airbus A321.
До 2015 року планувалося зняти літаки сімейства Ту-204 з виробництва, замінивши їх літаками МС-21. Проте є імовірність продовження випуску цих літаків і після 2015 року; зокрема, Мінпромторг в 2010 заявляв про свої плани на поставку авіакомпанії Red Wings до 2016 року 44 літаків Ту-204СМ — глибокої модернізації Ту-204.
Сертифікація Ту-204СМ завершилася у травні 2013 року після близько 400 випробувальних польотів.

## Історія створення

### Вибір концепції
Розробка середньомагістрального пасажирського літака Ту-204 почалася в ОКБ імені Туполєва в 1973 році. У процесі роботи над новим літаком було розглянуто безліч різних схем і компоновок. Паралельно в КБ йшла розробка проєктів пасажирських літаків Ту-164, Ту-174, Ту-184, Ту-194. Подальшим розвитком пошукових досліджень стало вироблення концепції розвитку магістральних літаків шляхом створення 2-3 базових типів, з подальшим отриманням на їх основі шляхом модифікації всієї необхідної гами. Одним з таких базових літаків став Ту-204. Роботи по його проєктуванню очолив головний конструктор Леонід Леонідович Селяков. Спочатку передбачалося встановити на ньому 2 двигуна НК-8-2У. Конструкція передбачала велику спадкоємність з серійними Ту-134 і Ту-154. Багато конструктивних рішень було взято від проєктів Ту-134Д і Ту-136, розробка яких велася в цей час в КБ.
До середини 1970-х років проєкт Ту-204 трансформувався в «аеробус», близький за компонувальні рішенням до американського літака DC-10. Його відрізняв фюзеляж довжиною 48 м, крило помірної стрілоподібності (28°) з потужною механізацією уздовж всієї задньої кромки. Як силова установка розглядалися двигуни Д-30А, Д-30КУ, перспективні ТРДД і ТВВД. У сімейство повинні були увійти ближньомагістральні Ту-204-100 і Ту-204-150, середньомагістральні Ту-204-200 і Ту-204-250. Пізніше, в 1977—1978 роках, розглядалися 2 основних напрямки: дводвигунний Ту-204-200 і трьохдвигунний Ту-204-300.

### Розробка

Ту-214 в Жуковському, 1997

Наприкінці 1970-х років, вийшла постанова Ради Міністрів СРСР про створення нових пасажирських магістральних літаків. ОКБ Туполєва на підставі постанови доручили розробку середньомагістрального літака для заміни Ту-154. У 1979 році провідним конструктором по Ту-204 офіційно затверджений Леонід Селяков. При проєктуванні широко застосовувалася обчислювальна техніка. При виборі силової установки вибір припав на перспективний двигун Д-90 ОКБ Соловйова. Протягом двох років проєкт був перероблений під цей двигун (спочатку в трьохдвигунному варіанті). 11 серпня 1981 року, вийшла постанова Ради Міністрів про розробку трьохдвигунного середньомагістрального пасажирського літака. 20 липня 1982 року МЦА і МАП затвердили технічне завдання на літак. У цьому ж році замовникові був представлений ескізний проєкт і макет літака.
З появою літаків Boeing 757, Boeing 767 і A300 вимоги до літака змінилися — він став дводвигуновим (до цього часу тяга Д-90А була доведена до 16000 кгс). Нове технічне завдання було затверджено 15 грудня 1983 року. У конструкції літака були застосовані нові алюмінієві та титанові сплави, а також композитні матеріали. Для скорочення числа стиків були використані довгомірні панелі. Застосована вдосконалена схема шумоізоляції і нові лакофарбові матеріали. Всі системи спроєктовані на основі нових принципів і з широким застосуванням цифрової техніки. Багато сил і уваги приділено ергономіці кабіни екіпажу.
У 1987 році, Ульяновський авіазавод приступив до підготовки серійного виробництва. У 1988 році,на дослідному виробництві АНТК виготовлений перший прототип. 2 січня 1989 року, він вперше піднявся в небо. Основний обсяг заводських випробувань завершений до грудня 1993 року. Не чекаючи закінчення випробувань завод «Авіастар» почав серійне виробництво. 17 серпня 1990 року був випущений перший серійний Ту-204. Експлуатаційні випробування літака пройшли з березня по грудень 1993 року в авіакомпанії «Внуковські авіалінії». 12 січня 1995 року, Державіарегістр РФ видав на Ту-204 сертифікат льотної придатності. 23 лютого 1996 року Ту-204 здійснив перший рейс з пасажирами за маршрутом Москва — Мінеральні Води.

### Перспективи

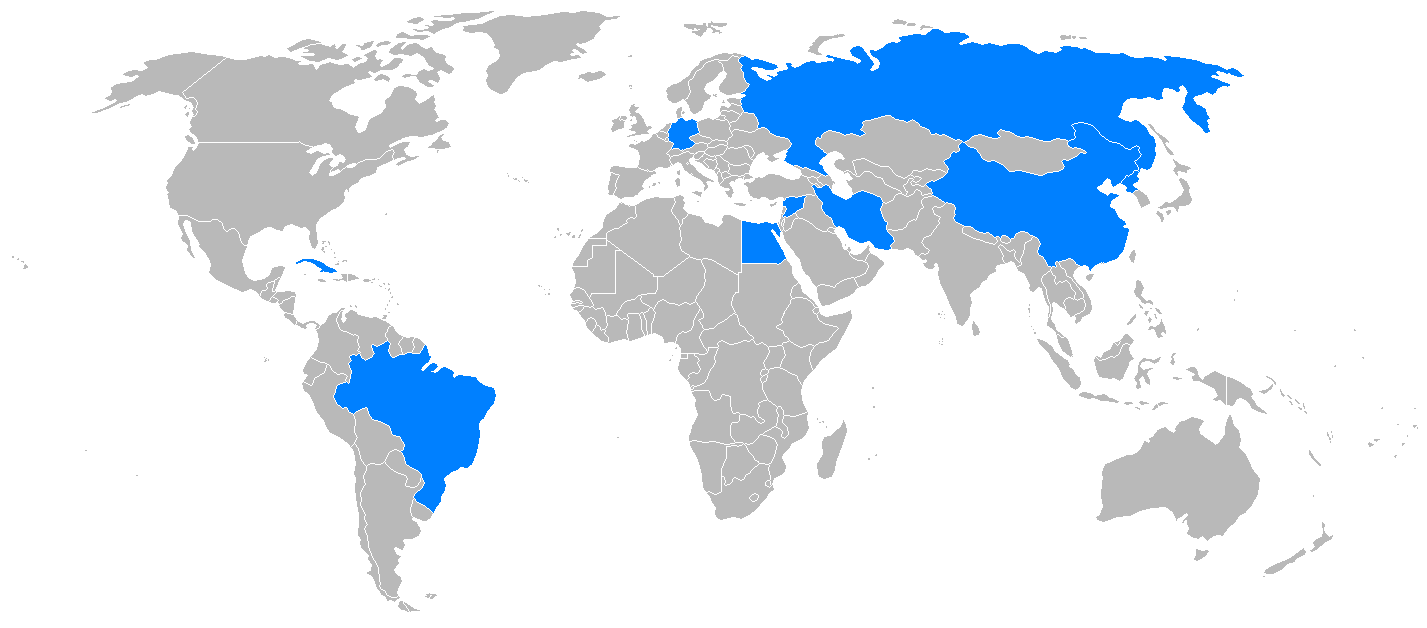
Країни, де використовується Ту-204.

Літакам сімейства Ту-204 в житті не пощастило. Він повинен був стати таким же масовим, як і його попередник Ту-154. Однак з розпадом СРСР фінансування авіапрому різко скоротилося, планову економіку змінила ринкова, і Ту-204 спочатку програв конкуренцію старим машинам західного виробництва, а з часом просто застарів за багатьма показниками (зокрема, екіпаж всіх модифікацій Ту-204 (крім СМ) складається з трьох осіб, у той час як на більшості сучасних лайнерів — дві людини; звідси додаткові витрати на пілотів).
В даний час виробляється до 10 лайнерів на рік, більша частина яких — для СЛО «Росія» і ВПС. Через нездатність Казанського і Ульяновського авіазаводів налагодити масове виробництво (що робить експлуатацію літака рентабельною) і якісну систему післяпродажного обслуговування, Ту-204 не користується особливим попитом у комерційних авіаперевізників, хоча його остання модифікація СМ цілком може скласти реальну конкуренцію зарубіжним А320 і Boeing 737. У той же час, деякі авіакомпанії (в тому числі, вельми великі Трансаеро і Red Wings) неодноразово висловлювали зацікавленість у купівлі лайнерів сімейства Ту-204. Президент ОАК Михаіл Погосян вважає Ту-204 «перевернутою сторінкою» і заявляє про необхідність реалізації більш інноваційних проєктів.

## Конструкція
Літаки сімейства Ту-204/214 являють собою вільнонесний моноплан нормальної схеми з низькорозташованим стрілоподібним крилом і двома турбореактивними двигунами, встановленими на пілонах під крилом. Крило великого подовження утворено надкритичними профілями, має негативну аеродинамічну крутку, позитивний кут поперечного V (4°) і встановлено під кутом 3°15' до будівельної горизонталі фюзеляжу. На кінцях крила встановлені спеціально спрофільовані вертикальні аеродинамічні поверхні для зниження індуктивного опору. Механізація крила складається з предкрилків уздовж всієї передньої кромки і двохщілистих закрилків. Шасі — забирається, триопорне, з носовою стійкою. Силова установка складається з двох ТРДД ПС-90А або RB211-535E4 (модифікації Ту-204-120).
Кабіна екіпажа оснащена кольоровими дисплеями і центральними Y-подібними ручками з малими ходами. Система управління літаком і двигунами — електродистанційна. Ту-204 став першим російським лайнером, на якому були застосовані ці нововведення. За словами голови Ради директорів ЗАТ "Двигуни «Володимир Климов — Мотор Січ» генерал-полковника А. П. Сітнова — єдиний літак такого класу в світі, який можна посадити без двигунів.

## Льотні параметри
| Характеристика                                         | Ту-204-100     | Ту-204С         | Ту-204-120     | Ту-214          | Ту-204-300     | Ту-204СМ       |
| ------------------------------------------------------ | -------------- | --------------- | -------------- | --------------- | -------------- | -------------- |
| Перший політ                                           | 2 січня 1989   | 23 березня 2000 | жовтень 1998   | 21 березня 1996 | 18 січня 2003  | 29 грудня 2010 |
| Початок експлуатації                                   | 1995           | 2003            | 1998           | 2001            | 2005           | 2012           |
| Розмах крила                                           | 41,83 м        | 41,83 м         | 41,83 м        | 41,83 м         | 41,83 м        | 41,83 м        |
| Довжина                                                | 46,13 м        | 46,13 м         | 46,13 м        | 46,13 м         | 40 м           | 46,13 м        |
| Ширина фюзеляжу                                        | 3,8 м          | 3,8 м           | 3,8 м          | 3,8 м           | 3,8 м          | 3,8 м          |
| Висота в хвості                                        | 13,88 м        | 13,88 м         | 13,88 м        | 13,88 м         | 13,88 м        | 13,88 м        |
| Площа крила                                            | 184,17 м²      | 184,17 м²       | 184,17 м²      | 184,17 м²       | 184,17 м²      | 184,17 м²      |
| Макс. комерційне навантаження                          | 21 000 кг      | 30 000 кг       | 21 000 кг      | 25 200 кг       | 18 000 кг      | 23 000 кг      |
| Макс. заправка паливом                                 | 32 800 кг      | 32 800 кг       | 32 800 кг      | 35 700 кг       | 35 700 кг      |                |
| Макс. злітна маса                                      | 103 000 кг     | 103 000 кг      | 103 000 кг     | 110 750 кг      | 107 500 кг     | 108 000 кг     |
| Макс. посадочна маса                                   | 88 000 кг      | 91 500 кг       | 88 000 кг      | 93 000 кг       | 88 000 кг      | 89 500 кг      |
| Макс. пасажиромісткість                                | 210            | —               | 210            | 210             | 164            | 215            |
| Ширина салону                                          | 3,56 м         | 3,56 м          | 3,56 м         | 3,56 м          | 3,56 м         | 3,56 м         |
| Висота салону                                          | 2,11 м         | 2,11 м          | 2,11 м         | 2,11 м          | 2,11 м         | 2,11 м         |
| Екіпаж                                                 | 3              | 3               | 3              | 3               | 3              | 2              |
| Крейсерська швидкість                                  | 830–850 км/год | 830–850 км/год  | 830–850 км/год | 830–850 км/год  | 830–850 км/год | 830–850 км/год |
| Максимальна швидкість                                  | 850 км/год     | 850 км/год      | 850 км/год     | 850 км/год      | 850 км/год     | 850 км/год     |
| Робоча стеля                                           | 12 100 м       | 12 100 м        | 12 100 м       | 12 100 м        | 12 100 м       | 12 100 м       |
| Макс. дальність польоту                                | 6 500 км       | 6 500 км        | 6 500 км       | 6 670 км        | 7 500 км       |                |
| Дальність польоту (при макс. комерц. навантаженні)     | 4 300 км       | 4 100 км        | 4 100 км       | 4 340 км        | 5 800 км       | 4800 км        |
| Двигуни                                                | 2×ПС-90A       | 2×ПС-90A        | 2×RB211        | 2×ПС-90A        | 2×ПС-90A       | 2×ПС-90A2      |
| Средня витрата палива (при макс. комерц. навантаженні) | 3200 кг/год    | 3200 кг/год     | 3200 кг/год    | 3200 кг/год     | 3200 кг/год    |                |
| Необхідна довжина ЗПП                                  | 2 500 м        | 2 500 м         | 2 500 м        | 2 500 м         | 2 500 м        | 1800 м         |

## Пасажирські модифікації

### Ту-204
Базовий варіант із злітною масою 94,6 т. Перший політ відбувся 2 січня 1989 року.

### Ту-204-100
Базовий варіант, оснащений двигунами ПС-90А і російською авіонікою. Вміщає до 210 пасажирів. Сертифікований в січні 1995 року. Максимальна злітна вага Ту-204-100 становить 103 тонни, дальність польоту з 210 пасажирами на борту — 4600 км.

### Ту-204-200
Модифікація Ту-204-100 з додатковими паливними баками для більшої дальності польоту. Був побудований лише один літак з бортовим номером RA-64036 на заводі «Авіастар» в Ульяновську. Ту-204-200 випускається в Казані під позначенням Ту-214.

### Ту-204-100Е
Літак з модернізованим устаткуванням, англомовною кабіною екіпажу, двигунами ПС-90А і максимальною злітною масою 105 тонн.

### Ту-204-100В
Створена на основі напрацювань по Ту-204-100Е модифікація з модернізованим устаткуванням і російськомовною кабіною екіпажу.

### Ту-204-100В-04
Модифікація Ту-204-100В з двигунами ПС-90А 4 ступеня, що відповідають вимогам Глави 4 Додатка 16 ІКАО по шуму на місцевості.

### Ту-204-120
Є модифікацією Ту-204-100/200, оснащеною західною авіонікою і англійськими двигунами Rolls-Royce RB211-535E4 (2×19500 кгс), яка була створена з метою розширення споживчих властивостей літака. Перший політ цього літака відбувся 14 серпня 1992 року. Першим замовником даного типу, а також його вантажного варіанту Ту-204-120С стала єгипетська чартерна авіакомпанія Cairo Aviaton. Поставки в Єгипет почалися в 1998 році, всього було поставлено 4 літаки.
Максимальна злітна вага Ту-204-120 становить 103 тонни, дальність польоту з 196 пасажирами на борту — 4600 км. Літак відповідає стандартам шуму Глави 3 Додатка 16 ІКАО і всім іншим стандартам ІКАО.

### Ту-204-300
Ту-204-300 (старе позначення — Ту-234) — варіант з укороченим на 6 метрів у порівнянні з базовою версією фюзеляжем і значно збільшеною дальністю. Вміщає до 162 пасажирів, хоча базове компонування передбачає розміщення 142 пасажирів (8 в бізнес-класі і 134 в економ-класі). Розроблений у трьох варіантах з дальністю польоту 3400, 7500 і 9250 км. Таким чином, Ту-204-300 є першим російським двомоторним літаком, здатним зробити безпосадочний переліт до Владивостока з Москви і Санкт-Петербурга. Максимальна злітна маса літака становить 107,5 т. Ту-204-300 оснащений російським комплексом авіоніки КСПНО-204 і двигунами ПС-90А (2×16140 кгс). Літак відповідає всім сучасним і перспективним вимогам ІКАО та Євроконтролю, має комфортабельні умови для пасажирів, включаючи систему аудіо-і відео-розваг у польоті.
Перший політ Ту-204-300 зробив 18 серпня 2003 року, тоді ж був продемонстрований на авіакосмічному салоні МАКС-2003. Сертифікат типу і льотної придатності видано літаку 14 травня 2005 року. Першим замовником Ту-204-300 стала авіакомпанія Владивосток Авіа. Виробляється серійно на заводі «Авіастар-СП» в Ульяновську.

### Ту-204-300А
Модифікація для адміністративних перевезень. Максимальна дальність з розрахунковою кількістю пасажирів на борту збільшена до 9600 км. Літак оснащений салоном підвищеної комфортності, душовою кабіною, системою супутникового зв'язку, регульованим основним освітленням і програмованим повнокольоровим освітленням салону. Кількість пасажирських місць — 26. Заправка паливом — 42000 кг.

### Ту-214
Первісне позначення Ту-204-200. Є модифікацією Ту-204 із збільшеною до 110,75 т максимальною злітною масою (103,0 т у Ту-204-100) і збільшеним до 25,2 т максимальним комерційним навантаженням (21,0 т у Ту-204). Перший політ був здійснений 21 березня 1996 року. Літак сертифікований за російськими нормами АП-25 (гармонізованими з зарубіжними FAR-25 і JAR-25). Восени 1997 року два літаки під позначенням Ту-204-200 почали збирати на «Авіастарі» в Ульяновську. Потім серійне виробництво цього літака під позначенням Ту-214 здійснювалося Казанським авіаційним виробничим об'єднанням імені С. П. Горбунова. З квітня 2010 року виготовляється тільки в спецкомплектації, виробництво комерційної версії припинено «через нерентабельність», хоча в покупці літака зацікавлений, зокрема, такий перевізник, як Трансаеро.
Також розроблені спеціальні модифікації Ту-214: Ту-214ПУ (пункт управління), Ту-214СР (літак-ретранслятор), Ту-214СУС (літак-вузол зв'язку) — літаки для адміністрації Президента РФ, обладнані спеціальними засобами зв'язку, літак-розвідник Ту-214Р, а також Ту-214ОН («Відкрите небо») — літак з цифровим аерофотокомплексом, радіолокатором бічного огляду із синтезованою апертурою, інфрачервоною і телевізійною апаратурою призначений для виконання спостережних польотів в рамках Договору з відкритого неба.
Слідом за вже відомими спеціальними модифікаціями на базі Ту-214 — СР, ПУ, СУС, Р, ОН та ПУ, в 2013 році почнеться проєктування і будівництво ще однієї модифікації, що отримала назву Ту-214К. Ця модіфікація згадується у розміщеному на сайті ВАТ «Туполєв» плані закупівель для потреб цього об'єднання на 2013 рік. Вже в 1 кварталі планується укласти низку угод на випуск конструкторської документації на доопрацювання літака і супровід його будівництва на КАПО. Планований термін здачі повітряного судна вказаний як 4 квартал 2015 року. Точне призначення цієї модифікації залишається неясним, можна лише припустити певний розвідувальний ухил, оскільки літак передбачається обладнати аерофотоапаратами (АФА).
Крім того, в плані закупівель зазначено, що в 2013–2014 роках буде виконуватися ДКР «конвертованості для МНС», в рамках якої літак марки «Туполєв» буде дообладнаний вузлом зв'язку та медичними модулями. Враховуючи інформацію від «Известий» про консолідоване державне замовлення на літаки, можна припустити, що мова йде про створення для потреб цього відомства спецмодфікації на базі Ту-204-300.

### Ту-204СМ
Ту-204СМ — глибока модернізація літака Ту-204. У порівнянні з Ту-204-100 збільшена максимальна злітна вага, оновлено бортове радіоелектронне обладнання, що дозволило скоротити екіпаж до двох осіб (без бортінженера, що відповідає світовій практиці для літаків даного класу).
У порівнянні з конструкцією базових літаків сімейства Ту-204/214 на літаку Ту-204СМ проведені наступні основні зміни:
- модернізовані ТРДД ПС-90А2 зі зниженою вартістю життєвого циклу і збільшеними міжремонтним і призначеним ресурсами основних деталей і агрегатів (для холодної частини — до 20000 циклів і для гарячої частини — 10000 циклів);
- нова ДСУ ТА-18-200М зі збільшеною висотністю запуску і роботи;
- впроваджується нове обладнання, яке виконує функції відповідно до сучасних і перспективних вимог ІКАО та Євроконтролю;
- модернізоване шасі, конструкція якого забезпечує ресурс відповідний ресурсу планера літака;
- поліпшується інтер'єр пасажирського салону;
- розробляється і встановлюється система управління загальнолітаковим (общесамолётным) обладнанням (СУОСО) і система технічного обслуговування і діагностики;
- кабіна екіпажу, що забезпечує управління літаком 2-ма льотчиками;
- допрацьовані системи енергопостачання, управління, паливна і гідравлічна система, нова система кондиціонування повітря, вводиться цифрова система ВКВ і електроприводи в системі механізації крила.

29 грудня 2010 заслуженим льотчиком-випробувачем Віктором Мінашкіним були проведені перші льотні випробування Ту-204СМ. Програма випробувань успішно виконана.
Випробування нового лайнера пройшли з невеликим запізненням: раніше на одній з прес-конференцій генеральний директор авіазаводу Сергій Дементьєв заявив, що в повітря він повинен був піднятися 17 грудня. Втім, роботи по збірці інших літаків йдуть згідно запланованого графіку.
20 січня 2012 в Ульяновську на літакобудівному заводі «Авіастар-СП» віце-прем'єр РФ Дмитро Рогозін заявив по пасажирському літаку Ту-204СМ: «Думаю, що десь у червні буде закінчена сертифікація і в середині року почнеться серійне виробництво».
Характеристики Ту-204СМ:
- Склад екіпажу 2 людини.
- Дальність при максимальному навантаженні 3500 км.
- Клас аеродрому B (code D ICAO).
- Довжина ВПП (пробіг) 1800 м.
- Категорія посадки IIIA.
- Шум на місцевості задовольняє вимогам Глави 4 Додатка 16 ІКАО.
- Проєктний ресурс 60000 год., 30 000 польотів 25 календарних років.
- Напрацювання на відмову — не менше 12 000 год., 6000 польотів при нальоті 300–350 льотних годин на місяць.

## Експорт
Велике замовлення на ці лайнери Ірану було скасовано за ініціативою Держдепартаменту США, який заборонив постачати в цю країну лайнери з американськими двигунами через технологічну блокаду Ірану з боку США.

## Аварії
- 21 грудня 2012 року в аеропорту «Толмачево» (Новосибірськ) після посадки не включився реверс обох двигунів і не спрацювали елементи системи гальмування.
- 29 грудня 2012 року під час посадки в аеропорту «Внуково» літак російської чартерної компанії Red Wings Airlines, що виконував рейс з Чехії, викотився за межі злітно-посадкової смуги і розбився. Напередодні авіакатастрофи у «Внуково» «Росавіація» надіслала лист керівництву ВАТ «Туполєв» про можливі проблеми з системою гальмування на літаках Ту-204[6][7].